# Protopolybia scutellaris
Protopolybia scutellaris är en getingart som beskrevs av Joseph Charles Bequaert 1944.
Protopolybia scutellaris ingår i släktet Protopolybia och familjen getingar. Inga underarter finns listade i Catalogue of Life.